# Harvey Wood
Harvey Jesse Wood (Beverley, East Riding de Yorkshire, 10 d'abril de 1885 - Tynemouth, Tyne and Wear, 18 de desembre de 1958) va ser un jugador d'hoquei sobre herba anglès que va competir a principis del segle xx. Jugava de porter.
El 1908 va prendre part en els Jocs Olímpics de Londres, on va guanyar la medalla d'or en la competició d'hoquei sobre herbal, com a membre de l'equip anglès. Disputà set partits amb la selecció anglesa, tots el 1908, en els quals sols va rebre sis gols.